# Charles Arthur Anderson
Charles Arthur Anderson (* 26. September 1899 in St. Louis, Missouri; † 26. April 1977 ebenda) war ein US-amerikanischer Politiker. Zwischen 1937 und 1941 vertrat er den Bundesstaat Missouri im US-Repräsentantenhaus.

## Werdegang
Charles Anderson besuchte die öffentlichen Schulen seiner Heimat und danach bis 1916 die St. Charles Military Academy. Während des Ersten Weltkrieges diente er in einer Artillerieeinheit der US Army auf dem europäischen Kriegsschauplatz. Nach einem anschließenden Jurastudium und seiner 1924 erfolgten Zulassung als Rechtsanwalt begann er in St. Louis in diesem Beruf zu arbeiten. Zwischen 1933 und 1937 war er Staatsanwalt im St. Louis County. Gleichzeitig schlug er als Mitglied der Demokratischen Partei eine politische Laufbahn ein.
Bei den Kongresswahlen des Jahres 1936 wurde er im zwölften Wahlbezirk von Missouri in das US-Repräsentantenhaus in Washington, D.C. gewählt, wo er am 3. Januar 1937 die Nachfolge von James Robert Claiborne antrat. Nach einer Wiederwahl konnte er bis zum 3. Januar 1941 zwei Legislaturperioden im Kongress absolvieren. In dieser Zeit wurden weitere New-Deal-Gesetze der Bundesregierung verabschiedet. 1940 unterlag Anderson bei den Kongresswahlen dem Republikaner Walter C. Ploeser. Im selben Jahr leitete er den regionalen demokratischen Parteitag in Missouri. In der Folge praktizierte er wieder als Anwalt. Charles Anderson starb am 26. April 1977 in St. Louis.